# Peperomia perherbacea
Peperomia perherbacea är en pepparväxtart som beskrevs av William Trelease. Peperomia perherbacea ingår i släktet peperomior, och familjen pepparväxter. Inga underarter finns listade i Catalogue of Life.